# أندريا نافاجيرو
أندريا نافاجيرو (1483 – 8 مايو 1529)، المعروف باللاتينية باسم Andreas Naugerius، كان دبلوماسيًا وكاتبًا من البندقية. وُلد لعائلة ثرية، وانضم إلى المجلس الأعظم لمدينة البندقية وهو في سن العشرين، أي قبل السن المعتادة بخمس سنوات. كرس نفسه لتحرير المخطوطات اللاتينية الكلاسيكية في دار الطباعة ألدين (Aldine Press)، واكتسب سمعة كعالم بارز وكاتب ماهر. في عام 1515، بطلب من الجنرال بارتولوميو دالفيانو، عُيِّن مشرفًا على مكتبة تحتوي على مجموعة العالم بيساريون؛ والتي أصبحت لاحقًا مكتبة مارسيانا (Biblioteca Marciana). وفي الوقت نفسه، عُيِّن مؤرخًا رسميًا لجمهورية البندقية.
بفضل مكانته العالية في الأوساط العلمية في البندقية، عُيِّن نافاجيرو سفيرًا للبندقية في إسبانيا عام 1523، حيث تعامل مع المناخ الدبلوماسي المتقلب الناتج عن الصراع بين الإمبراطور شارل الخامس (ملك إسبانيا وإمبراطور الإمبراطورية الرومانية المقدسة) والملك فرانسوا الأول ملك فرنسا. قدّم خلال هذه الفترة أوصافًا دقيقة للمدن والمعالم الإسبانية. في ديسمبر 1526، أُسر من قِبل شارل الخامس، لكنه أُطلق سراحه في تبادل للأسرى في أبريل التالي. قبل عودته إلى البندقية، زار باريس ليتعرّف على بلاط فرانسوا الأول.
عند عودته إلى البندقية في سبتمبر 1528، أصيب بخيبة أمل من السياسة، وأراد العودة إلى تحرير المخطوطات والاهتمام بحدائقه المفضلة. لكن على غير رغبته، عُيِّن سفيرًا لدى فرنسا في يناير 1529. بعد عبوره جبال الألب للقاء فرانسوا الأول في مدينة بلوا، أصيب بمرض خطير وتوفي في 8 مايو 1529.

## النشأة والتعليم
وُلد نافاجيرو عام 1483 لعائلة نافاجيرو الثرية. كانت هذه العائلة من «البيوت الجديدة» (case nuove) في النبل البندقي، أي من الأسر النبيلة الأحدث مقارنة بـ«البيوت القديمة». والده هو برناردو نافاجيرو، قائد في البحرية البندقية، ووالدته لوكريتسيا بولاني. كان لديه أخوان: بارتولوميو وبيترو. كان الجغرافي والكاتب جيوفاني باتيستا راموزيو قريبًا بعيدًا له، وأصبح لاحقًا أحد أصدقائه المقربين.
تلقى تعليمه أولًا عبر مدرّسين خاصين، ثم التحق بجامعة بادوفا في عامي 1501 و1502. درّسه بيترو بومباناتسي الفلسفة، وتعلّم اللاتينية على يد ماركانطونيو سابيليكو، واليونانية على يد ماركوس موسوروس. انتمى نافاجيرو إلى المدرسة الإنسانية، التي ركزت على دراسة الفلسفة والأدب والتاريخ الكلاسيكي، وكان أيضًا من أتباع الفلسفة الأبيقورية التي تدعو إلى السعادة العقلية والهدوء النفسي. تجلّى هذا في حبه الشديد لحدائقه ورغبته في تمضية الوقت فيها. في عام 1516، أثناء وجوده في روما، حضر اجتماعات «الأكاديمية الرومانية»، وهي تجمعات غير رسمية للعلماء والمثقفين الإيطاليين.

## المسيرة المهنية
في عام 1504، انضم نافاجيرو إلى المجلس الأعظم في البندقية وهو بعمر 20 عامًا، عبر نظام قرعة يُجرى سنويًا لمنح مقاعد مبكرة للنبلاء الشباب، حيث كانت القاعدة أن يُمنح المقعد تلقائيًا عند بلوغ 25 عامًا. اعتبره معاصروه ذا مستقبل سياسي واعد. في عام 1510، ألقى خطابًا تأبينيًا للملكة السابقة لقبرص كاترينا كورنارو، التي توفيت في البندقية، إلا أن محتوى الخطاب فُقد. في وقت لاحق، عاش في فيلا في جزيرة مورانو، حيث أنشأ حديقة مميزة.
رغم مشاركته السياسية، كرّس نافاجيرو جزءًا كبيرًا من وقته لتحرير النصوص الكلاسيكية اللاتينية في دار نشر ألدين، حيث نشر طبعات لأعمال شيشرون، وكوينتيليان، وفرجيل عام 1514، لوكريتيوس عام 1515، وأوفيد في عامي 1515 و1516، وتيرانس عام 1517. كان يُتقن اللاتينية واليونانية، ولديه معرفة عميقة بالأدب الكلاسيكي.
كان نافاجيرو أيضًا شاعرًا لاتينيًا غزير الإنتاج، لكنه دمر عددًا من أعماله بنفسه لأنها لم ترقَ إلى معاييره الصارمة. في إحدى الحالات، ألقى قصائده في النار بعد أن قارنها أحد القرّاء بأعمال «ستايتيوس» (Silvae)، وهو شاعر من العصر الفضي في الأدب اللاتيني لم يكن نافاجيرو معجبًا بأسلوبه. في حالة أخرى، أتلف قصائد كتبها على البحر البطولي (hexameter) لعدم رضاه عنها.
نُشرت مجموعة من قصائده اللاتينية تحت عنوان Lusus (بمعنى «الملذات» أو «التسلية») بعد وفاته عام 1530. كما كتب أيضًا شعرًا باللغة الإيطالية العامية، لكنه دمّر معظم هذه الأعمال.

### الخدمة العسكرية وإدارة المكتبة
انضم أندريا نافاجيرو إلى جيش الجنرال البندقي بارتولوميو دالفيانو عقب إعلان عصبة كامبراي الحرب على جمهورية البندقية في عام 1508. نال إعجاب دالفيانو لما أبداه من شجاعة ومهارة أدبية في الوقت نفسه. في عام 1515، وبعد مقتل دالفيانو خلال حصار بريشيا، ألقى نافاجيرو خطبة تأبينية مطوّلة امتدحته الصحف كثيرًا، أشار فيها إلى المحبة الخاصة التي كان يكنّها له الجنرال. واستمرت الخطبة لساعات. كان دالفيانو قد أوصى بأن تُخصّص مبالغ كبيرة من أمواله لبناء مكتبة عامة تضم مجموعة بيساريون من المخطوطات اليونانية واللاتينية، وهي المجموعة التي أصبحت لاحقًا مكتبة مارسيانا (Biblioteca Marciana). كما أوصى بأن يتولى نافاجيرو إدارتها. بناءً على ذلك، عيّنه مجلس الشيوخ البندقي مديرًا للمجموعة ومؤرخًا رسميًا للجمهورية، ومنحه راتبًا سنويًا كبيرًا بلغ 200 دوكات. بتعيينه مؤرخًا رسميًا للبندقية، خلف نافاجيرو أستاذه السابق سابيليكو في هذا المنصب.
في عام 1516، سافر نافاجيرو إلى روما بصحبة الإنساني أوغيستينو بيازانو، وأقام الاثنان في منزل الكاتب والدبلوماسي بالداساري كاستيليوني. خلال جولاتهما في المدينة، قام الرسام الشهير رافائيل برسمهما في لوحته المعروفة «بورتريه أندريا نافاجيرو وأوغيستينو بيازانو» (1516). عند عودته إلى البندقية، واجه نافاجيرو تحديًا كبيرًا في تنظيم مجموعة بيساريون الضخمة من المخطوطات القيّمة، التي كانت قد وُضعت في ظروف رطبة وغير مناسبة منذ عام 1468. كما أن كثيرًا من المخطوطات كانت تُستعار من المكتبة دون أن تُعاد. لمعالجة هذه المشاكل، استعان نافاجيرو بصديقه راموزيو للمساعدة في فرز الأعمال. وجح الاثنان أيضًا في وضع نظام غرامات لضمان إعادة المخطوطات في الوقت المناسب. رغم أنه كان مكلّفًا بكتابة تاريخ رسمي لجمهورية البندقية، لم يحرز تقدمًا كبيرًا في هذا المشروع بسبب انشغاله الكبير بالمكتبة. في عام 1521، ألقى نافاجيرو خطبة تأبينية لدوق البندقية ليوناردو لوريدان، وقد نالت هذه الخطبة إشادة كبيرة، ما عزز مكانته كعالم وكاتب مرموق في الأوساط الأدبية والسياسية.

## الإسهامات والتقييم

### كمحرّر نصوص
في عصرٍ كان فيه العديد من المحرّرين يختلقون قراءات للنصوص ويُرجعونها إلى مصادر زائفة، شدّد أندريا نافاجيرو على أن أي تعديلات أجراها في أعماله كانت مبنية على مصادر قديمة حقيقية، وأن جودة إصداراته تعود إلى اجتهاده الكبير في البحث عن المصادر الأصلية، لا إلى قدرته الأدبية الشخصية. عندما واجه تعارضًا بين قراءات مختلفة، كان نافاجيرو يميل إلى اعتماد القراءات الأقدم في منشوراته. بفضل دقّته وأمانته العلمية، أصبحت طبعته لأعمال أوفيد المرجع المعتمد لجميع الطبعات اللاحقة حتى صدور طبعة نيكولاس هاينسيوس عام 1661. إصدارات نافاجيرو التي نُشرت عبر دار ألدين للطباعة لا تزال تحظى بتقدير كبير حتى يومنا هذا.  وصف جورج لاك، أستاذ في جامعة جونز هوبكنز، طبعة نافاجيرو لأعمال أوفيد (1515) بأنها «واحدة من أفضل الطبعات المبكرة لأي مؤلف لاتيني» (2002)، كما وصف طبعته لأعمال فرجيل بأنها «إنجاز علمي بارز» (2005). أما إي. جاي. كيني، أستاذ كرسي كينيدي للغة اللاتينية، فقد اعتبره «لاتينيًا بارعًا، وأفضل محرّر لأوفيد قبل هاينسيوس»، وذلك في كتابه الصادر عام 1974.